# Вајсмајн
Вајсмајн (њем. Weismain) град је у њемачкој савезној држави Баварска. Једно је од 11 општинских средишта округа Лихтенфелс. Према процјени из 2010. у граду је живјело 4.746 становника. Посједује регионалну шифру (AGS) 9478176.

## Географски и демографски подаци
Вајсмајн се налази у савезној држави Баварска у округу Лихтенфелс. Град се налази на надморској висини од 316 метара. Површина општине износи 90,2 km². У самом граду је, према процјени из 2010. године, живјело 4.746 становника. Просјечна густина становништва износи 53 становника/km².

## Међународна сарадња
| Мјесто | Држава    | Врста сарадње | Од    |
| ------ | --------- | ------------- | ----- |
|        | Француска | партнерство   | 2006. |
| Извор  |           |               |       |